# Lycopsylla lasiorhini
Lycopsylla lasiorhini är en loppart som beskrevs av Mardon et Dunnet 1971. Lycopsylla lasiorhini ingår i släktet Lycopsylla och familjen Lycopsyllidae. Inga underarter finns listade i Catalogue of Life.